# Rômulo Cardoso
Rômulo José Cardoso da Cruz (Marialva, 8 februari 2002) — kortweg Rômulo — is een Braziliaans voetballer die doorgaans speelt als spits. In augustus 2025 verruilde hij Göztepe voor RB Leipzig.

## Clubcarrière
Rômulo speelde in de jeugd van Maringá, voor Athletico Paranaense hem in 2018 huurde. Na een jaar werd zijn overgang naar die club definitief. Zijn professionele debuut maakte de aanvaller op 16 november 2021, toen in de Série A gespeeld werd tegen Atlético Mineiro. Door een doelpunt van Federico Zaracho ging het competitieduel met 0–1 verloren. Rômulo mocht van coach Alberto Valentim in de slotfase invallen voor Pedro Rocha. Zijn eerste doelpunt in het eerste elftal volgde op 23 januari 2022. In de Campeonato Paranaense zorgde hij op die dag voor het enige doelpunt tegen Paraná: 1–0. In 2022 en 2023 had Rômulo grotendeels een basisplaats.
Göztepe nam de aanvaller in februari 2024 op huurbasis over voor een half seizoen, met een optie tot koop. Hij droeg met vijf doelpunten in dertien competitiewedstrijden bij aan het behalen van de tweede plek in de 1. Lig, waarmee Göztepe promoveerde naar het hoogste niveau. Hierop werd de verhuurperiode met een jaar verlengd, met opnieuw een optie tot koop. Rômulo maakte negen treffers in de Süper Lig in de eerste seizoenshelft. Hierop besloot Göztepe de optie tot koop te lichten voor circa tweeënhalf miljoen euro. De Braziliaan tekende een contract tot medio 2028.
In de zomer van 2025 maakte hij voor circa twintig miljoen euro plus een mogelijke vijf miljoen euro aan bonussen een transfer naar RB Leipzig. Bij de Duitse club zette hij zijn handtekening onder een verbintenis voor de duur van vier seizoenen. Met deze overgang werd hij de duurste uitgaande transfer ooit van Göztepe.

## Clubstatistieken
| Seizoen | Club                 | Competitie | Competitie | Competitie | Beker | Beker | Internationaal | Internationaal | Totaal | Totaal |
| Seizoen | Club                 | Competitie | Wed.       | Dlp.       | Wed.  | Dlp.  | Wed.           | Dlp.           | Wed.   | Dlp.   |
| ------- | -------------------- | ---------- | ---------- | ---------- | ----- | ----- | -------------- | -------------- | ------ | ------ |
| 2021    | Athletico Paranaense | Série A    | 1          | 0          | 0     | 0     | 0              | 0              | 1      | 0      |
| 2022    | Athletico Paranaense | Série A    | 38         | 7          | 2     | 1     | 11             | 1              | 51     | 9      |
| 2023    | Athletico Paranaense | Série A    | 23         | 0          | 1     | 0     | 4              | 1              | 28     | 1      |
| 2024    | Athletico Paranaense | Série A    | 1          | 0          | 0     | 0     | 0              | 0              | 1      | 0      |
| 2023/24 | → Göztepe            | 1. Lig     | 13         | 5          | 0     | 0     | —              | —              | 13     | 5      |
| 2024/25 | → Göztepe            | Süper Lig  | 16         | 9          | 2     | 1     | —              | —              | 18     | 10     |
| 2024/25 | Göztepe              | Süper Lig  | 13         | 4          | 2     | 3     | —              | —              | 15     | 7      |
| 2025/26 | RB Leipzig           | Bundesliga | 0          | 0          | 0     | 0     | 0              | 0              | 0      | 0      |
| Totaal  | Totaal               | Totaal     | 105        | 25         | 7     | 5     | 15             | 2              | 127    | 32     |

Bijgewerkt op 16 augustus 2025.

## Erelijst
| Campeonato Paranaense | 1 | 2023 |